# Список чемпіонів NXT
Титул чемпіона NXT був створений спеціально для арени NXT. Цей титул є власністю WWE. Титул чемпіона NXT був створений 2 серпня 2012 року. Найпершим чемпіоном став Сет Роллінс. Цим титулом володіло 7 рестлерів. Найдовше всіх цим титулом володів Фін Балор 292 дні.

## Історія
На одному з випусків NXT на ринг вийшов головний менеджер арени NXT Дасті Роудс і показав всім титул чемпіона NXT. Щоб обрати когось найпершим чемпіоном Дасті Роудс влаштував турнір Золота лихоманка за титул чемпіона NXT. У цьому турнірі брали участь суперзірки NXT та WWE. У фіналі турніру зустрілися Джиндер Махал та Сет Роллінс де переможцем і найпершим чемпіоном NXT вийшов Сет Роллінс.

## Список чемпіонів NXT
| № | Реслер         | Фото | Днів | Дата                 | Місце            | Шоу                       | Примітка                                                                |
| - | -------------- | ---- | ---- | -------------------- | ---------------- | ------------------------- | ----------------------------------------------------------------------- |
| 1 | Сет Роллінс    |      | 133  | 26 липня 2012 року   | Орландо, Флорида | NXT                       | Переміг у фіналі турніру Джиндера Махала і став найпершим чемпіоном NXT |
| 2 | Біг І Ленгстон |      | 168  | 6 грудня 2012 року   | Орландо, Флорида | NXT                       | Матч без дискваліфікацій                                                |
| 3 | Бо Даллас      |      | 280  | 23 березня 2013 року | Орландо, Флорида | NXT                       | Матч сам на сам                                                         |
| 4 | Адріан Невілл  |      | 287  | 27 лютого 2014 року  | Орландо, Флорида | NXT Arrival               | Матч з драбинами                                                        |
| 5 | Семмі Зейн     |      | 62   | 11 грудня 2014 року  | Орландо, Флорида | NXT TakeOver: R Evolution | Матч титул проти кар'єри                                                |
| 6 | Кевін Оуенс    |      | 143  | 11 лютого 2015       | Орландо, Флорида | NXT TakeOver: Rival       | Матч сам на сам                                                         |
| 7 | Фін Балор      |      | 292  | 4 липня 2015         | Токіо, Японія    | NXT The Beast in the East | Матч сам на сам                                                         |